# Asha Philip
Pour les articles homonymes, voir Philip.
Asha Philip, née le 25 octobre 1990 à Leyton, Waltham Forest, est une athlète britannique, spécialiste des épreuves de sprint. Avec le relais 4 x 100 m britannique, elle a décroché deux médailles de bronze olympiques à Rio en 2016 et à Tokyo en 2021, deux médailles d'argent mondiales à Londres en 2017 et à Doha en 2019, et deux médailles d'or européennes à Zurich en 2014 et à Berlin en 2018.
A titre individuel, elle est championne d'Europe en salle du 60 m à Belgrade en 2017.

## Biographie
Asha Philip pratique le trampoline dès son enfance. Elle remporte le titre de championne du monde junior en double-mini trampoline dans la catégorie 15-16 ans. 
Elle se révèle sur les pistes d'athlétisme lors de la saison 2007 en remportant le titre du 100 mètres des championnats du monde cadets, à Ostrava, dans le temps de 11 s 46. Quelques jours plus tard, elle s'adjuge avec ses coéquipières britanniques la médaille d'or du relais 4 × 100 m durant les championnats d'Europe juniors d'Hengelo aux Pays-Bas. En novembre 2007, lors d'un entrainement de trampoline elle est victime d'une rupture des ligaments croisés du genou droit, blessure qui la prive d'une qualification pour les Jeux olympiques de 2008, à Pékin. 
En 2011, la Britannique termine troisième de l'épreuve du 4 × 100 m lors des championnats d'Europe espoirs d'Ostrava. En 2013, elle se classe cinquième du 60 mètres lors des Championnats d'Europe en salle de Göteborg où elle égale son record personnel de 7 s 15. En juillet, elle améliore sa meilleure marque personnelle sur 100 m en signant le temps de 11 s 20 à Birmingham. Elle participe aux championnats du monde de Moscou où elle s'incline au stade des demi-finales du 100 m (11 s 35).
Elle se classe troisième du 4 × 100 m lors des Jeux du Commonwealth 2014 de Glasgow en Écosse. Aux championnats d'Europe 2014 de Zurich, elle s'adjuge le titre continental en compagnie de Ashleigh Nelson, Jodie Williams et Desiree Henry, devant la France et la Russie. L'équipe britannique améliore à cette occasion le record du Royaume-Uni en 42 s 24.
Le 19 mars 2016, Philip se classe 5e du 60 m championnats du monde en salle de Portland en 7 s 14. Le 8 juillet, la Britannique échoue au pied du podium du 100 m des Championnats d'Europe d'Amsterdam en 11 s 27, derrière la Néerlandaise Dafne Schippers (10 s 90), la Bulgare Ivet Lalova-Collio (11 s 20) et la Suissesse Mujinga Kambundji (11 s 25). Deux jours plus tard, elle décroche l'argent du relais 4 x 100 m en 42 s 45, derrière l'Équipe des Pays-Bas (42 s 04).

## Palmarès
| Date | Compétition                       | Lieu           | Résultat | Épreuve   | Temps         |
| ---- | --------------------------------- | -------------- | -------- | --------- | ------------- |
| 2006 | Championnats du monde juniors     | Pékin          | 4e       | 100 m     | 11 s 48       |
| 2006 | Championnats du monde juniors     | Pékin          | 6e       | 4 × 100 m | 44 s 74       |
| 2007 | Championnats du monde cadets      | Ostrava        | 1re      | 100 m     | 11 s 46       |
| 2007 | Championnats d'Europe juniors     | Hengelo        | 1re      | 4 × 100 m | 44 s 52       |
| 2011 | Championnats d'Europe espoirs     | Ostrava        | 3e       | 4 × 100 m | 44 s 34       |
| 2013 | Championnats d'Europe en salle    | Göteborg       | 5e       | 60 m      | 7 s 15        |
| 2014 | Championnats du monde en salle    | Sopot          | 4e       | 60 m      | 7 s 11        |
| 2014 | Relais mondiaux de l'IAAF         | Nassau         | 5e       | 4 × 100 m | 42 s 75       |
| 2014 | Relais mondiaux de l'IAAF         | Nassau         | 2e       | 4 × 200 m | 1 min 29 s 61 |
| 2014 | Jeux du Commonwealth              | Glasgow        | 3e       | 4 × 100 m | 43 s 10       |
| 2014 | Championnats d'Europe             | Zurich         | 1re      | 4 × 100 m | 42 s 24       |
| 2014 | Coupe continentale                | Marrakech      | 2e       | 4 × 100 m | 42 s 98       |
| 2015 | Relais mondiaux de l'IAAF         | Nassau         | 3e       | 4 × 100 m | 42 s 84       |
| 2015 | Championnats d'Europe par équipes | Tcheboksary    | 1re      | 100 m     | 11 s 27       |
| 2015 | Championnats du monde             | Pékin          | 4e       | 4 × 100 m | 42 s 10       |
| 2016 | Championnats du monde en salle    | Portland       | 5e       | 60 m      | 7 s 14        |
| 2016 | Championnats d'Europe             | Amsterdam      | 4e       | 100 m     | 11 s 27       |
| 2016 | Championnats d'Europe             | Amsterdam      | 2e       | 4 × 100 m | 42 s 45       |
| 2016 | Jeux olympiques                   | Rio de Janeiro | 3e       | 4 × 100 m | 41 s 77       |
| 2017 | Championnats d'Europe en salle    | Belgrade       | 1re      | 60 m      | 7 s 06        |
| 2017 | Championnats du monde             | Londres        | 2e       | 4 x 100 m | 42 s 12       |
| 2018 | Jeux du Commonwealth              | Gold Coast     | 4e       | 100 m     | 11 s 28       |
| 2018 | Jeux du Commonwealth              | Gold Coast     | 1re      | 4 x 100 m | 42 s 46       |
| 2018 | Coupe du monde                    | Londres        | 1re      | 4 x 100 m | 42 s 52       |
| 2018 | Championnats d'Europe             | Berlin         | 1re      | 4 x 100 m | 41 s 88       |
| 2019 | Championnats d'Europe en salle    | Glasgow        | 3e       | 60 m      | 7 s 15        |
| 2019 | Championnats du monde             | Doha           | 2e       | 4 x 100 m | 41 s 82       |
| 2021 | Jeux olympiques                   | Tokyo          | 3e       | 4 × 100 m | 41 s 88       |
| 2022 | Championnats du monde             | Eugene         | 6e       | 4 x 100 m | 42 s 75       |
| 2022 | Championnats d'Europe             | Munich         | finale   | 4 x 100 m | DNF           |
| 2022 | Jeux du Commonwealth              | Birmingham     | 1re      | 4 x 100 m | 42 s 41       |
| 2023 | Championnats du monde             | Budapest       | 3e       | 4 x 100 m | 41 s 97       |
| 2024 | Relais mondiaux                   | Nassau         | 3e       | 4 × 100 m | séries        |
| 2024 | Championnats d'Europe             | Rome           | 1re      | 4 x 100 m | séries        |

## Records
| Épreuve | Temps       | Lieu           | Date                           |
| ------- | ----------- | -------------- | ------------------------------ |
| 60 m    | 7 s 06 (NR) | Belgrade       | 5 mars 2017                    |
| 100 m   | 11 s 10     | Hengelo Berlin | 24 mai 2015 1er septembre 2019 |
| 200 m   | 23 s 45     | Birmingham     | 14 juillet 2013                |